# Kevin Hird
Kevin Hird (sinh ngày 11 tháng 2 năm 1955) là một cầu thủ bóng đá người Anh đã giải nghệ, thi đấu cho Blackburn Rovers, Leeds United và Burnley, chủ yếu ở vị trí tiền vệ. Sau khi giải nghệ, ông có nhiều mùa giải gắn với đội nghiệp dư Kelbrook F.C. cho đến khi đội giải thể năm 2007. Kế từ khi giải nghệ, ông trải qua thêm 3 năm ở đội nghiệp dư Earby F.C. ở Craven and District League.